# St. Leonhard (Siegertsbrunn)

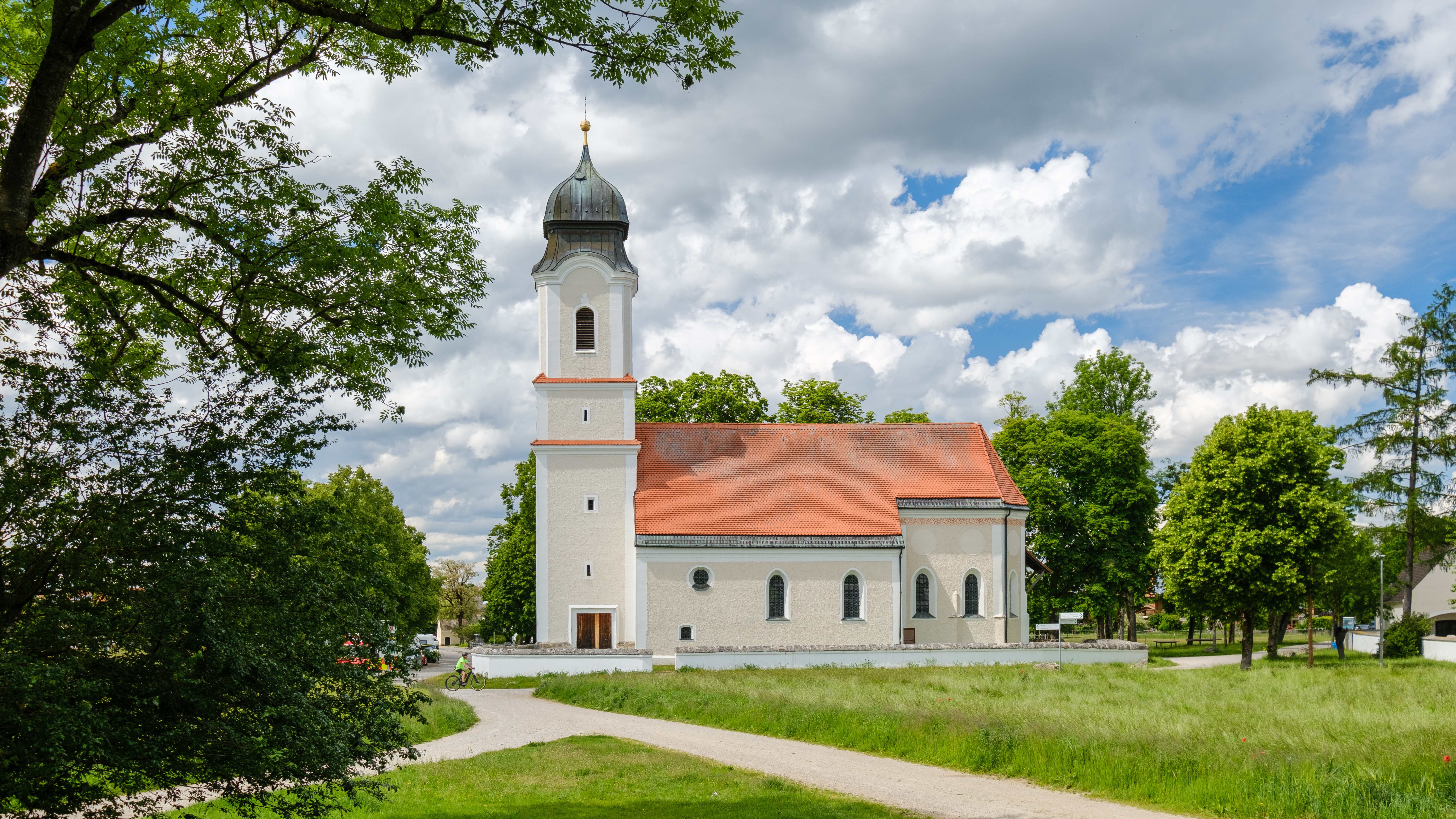
St. Leonhard in Höhenkirchen-Siegertsbrunn im Frühling 2024

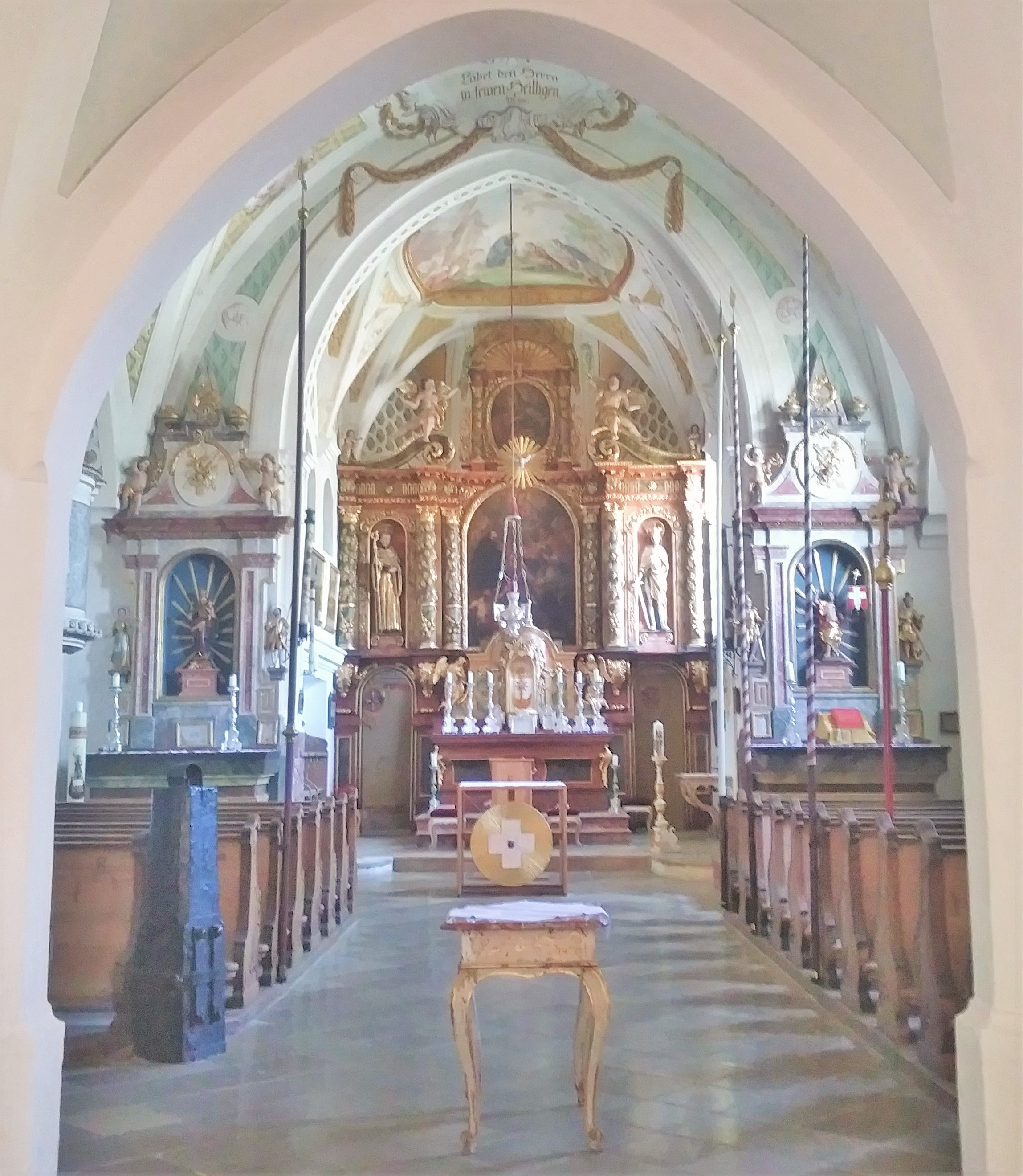
Innenansicht von St. Leonhard

Die Filialkirche St. Leonhard ist eine katholische Wallfahrtskirche in Siegertsbrunn (Oberbayern).

## Geschichte
Der Name des Ortes Siegertsbrunn taucht um 1050 in einer Urkunde des Klosters Tegernsee als Sigohohesprunnen auf. Die Wallfahrt zum Hl. Leonhard in Siegertsbrunn kam im 15. Jahrhundert in Blüte.
Die St. Leonhard geweihte Kirche wurde um 1460 erbaut. Ein Anbau erfolgte 1592, die Barockisierung und Vereinheitlichung 1609, der Turm wurde 1769 barockisiert. Das ausgehende 17. Jahrhundert war auch der Ursprung für die benachbarte heutige Pfarrkirche St. Peter. Als Tag für deren Kirchweihe ist der 17. Juni 1707 überliefert.
Ab 1468 hatte Siegertsbrunn in lückenloser Reihenfolge für die Pflege der Wallfahrt einen eigenen Priester, deren erster in der Pfarrchronik mit Ambrosius Prummeier angegeben wird. Seit 1917 ist Siegertsbrunn eine eigene Pfarrgemeinde, vorher war sie Filialkirche von Hohenbrunn. Heute gehört die Pfarrei zum Pfarrverband Höhenkirchen-Siegertsbrunn.

## Beschreibung

### Bau
Der im Kern spätgotische, später barockisierte Kirchenbau wird beim Bayerischen Landesamt für Denkmalpflege unter der Aktennummer D-1-84-127-16 als Baudenkmal geführt:
- Im Kern spätgotischer Saalbau mit eingezogenem Polygonalchor und zweigeschossiger Erweiterung auf der Nordseite, Westturm mit Welscher Haube, erbaut 1460, Anbau 1592, Barockisierung und Vereinheitlichung 1609, Turm 1769; mit Ausstattung.
- Friedhofsmauer, massiv, 17./18. Jahrhundert.

### Ausstattung
Die Ausstattung ist barock. Der Hochaltar aus dem späten 17. Jahrhundert nimmt die gesamte Breite des Presbyteriums ein, im großen Altargemälde werden die beiden Viehpatrone Papst Sixtus und St. Leonhard gezeigt. Die Seitenaltäre des Wessobrunner Stuckateurs Franz Doll wurden erst später aufgestellt. Augustin Demmel schuf 1785 das Chorgemälde und Christian Wink 1793 die übrigen Deckengemälde.

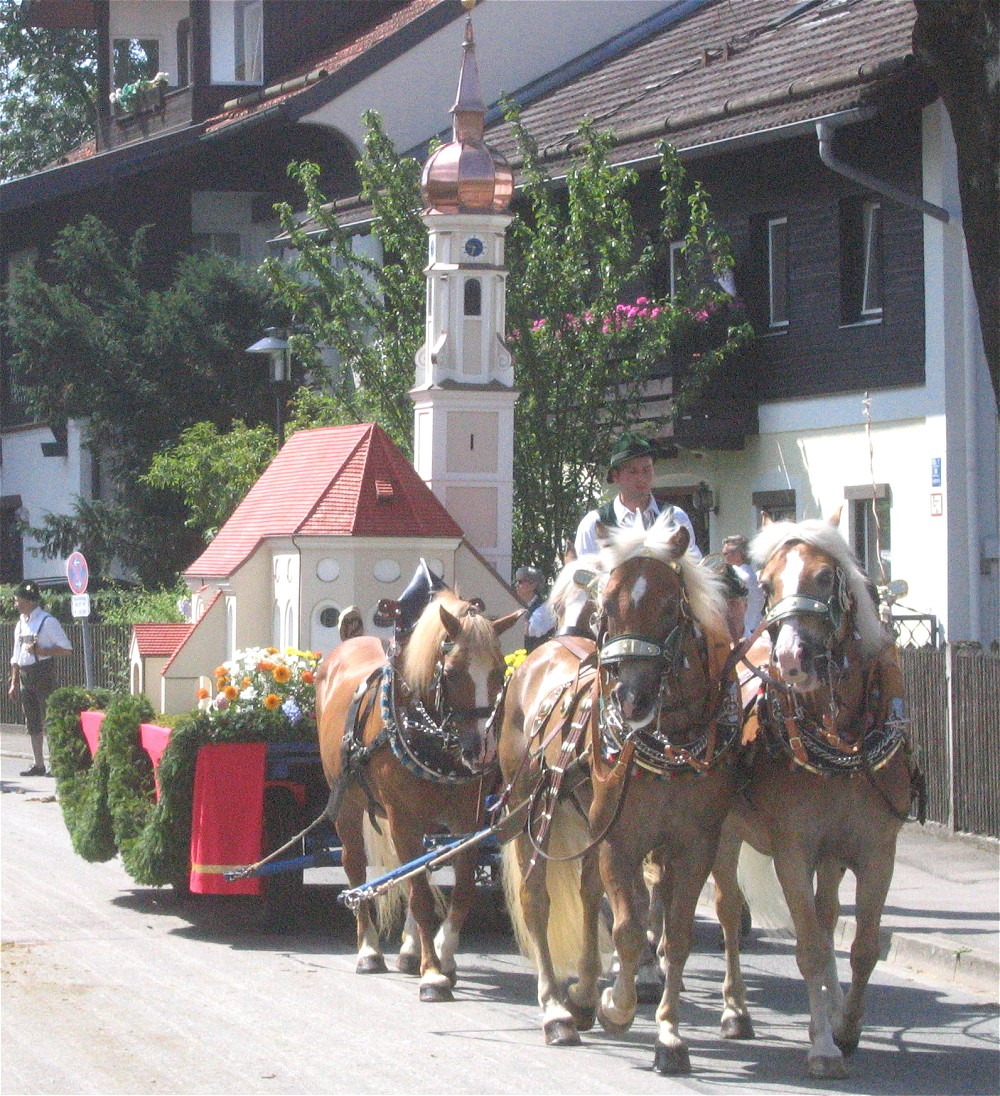
Leonhardifest in Siegertsbrunn 2006

## Leonhardifest
Jedes Jahr am Sonntag nach dem 8. Juli (Kilianstag) wird in Siegertsbrunn vor und in der Filial- und Wallfahrtskirche St. Leonhard das Leonhardifest gefeiert – der sogenannte Leahats – mit dreitägigem Jahrmarkt, Festzeltbetrieb, diversen kulturellen Angeboten, dem eigentlichen Wallfahrtstag am Samstag und großem Festsonntag. Am Freitagabend wird nach einer ökumenischen Andacht das Fest mit dem Bieranstich eröffnet.